# Lista universităților din Timișoara
Aceasta este o listă a universităților din Timișoara.